# Campeonato Mundial de Muay thai de 2016
El XVII Campeonato Mundial de Muaythai se celebró en Jönköping (Suecia); entre el 17 de mayo y el 30 de mayo de 2016 bajo la organización de la Federación Internacional Aficionado de Muaythai (IFMA) por sus siglas en inglés) y la Federación Sueca de Muaythai.
Las competiciones se realizaron en la Kinnarps arena de la ciudad sueca.

## Resultados

### Masculino
Resultadosː
- Semifinalesː[1]
- Finalesː[2]

| Evento   | Oro                   | Plata                | Bronce                |
| -------- | --------------------- | -------------------- | --------------------- |
| -48 kg   | Thiwakorn Chobthumkit | Yelaman Sayassatov   | Abbas Abdollai Arpana |
| -48 kg   | Thiwakorn Chobthumkit | Yelaman Sayassatov   | Paramzin Danil        |
| -51 kg   | Arnon Phokrathok      | Rcikhimov Kholmurod  | Nasiri Yengeleh       |
| -51 kg   | Arnon Phokrathok      | Rcikhimov Kholmurod  | Skliarov Ievgeniy     |
| -54 kg   | Pranom Sung-Ngoe      | Ilyas Mussin         | Zikleev Aslanve       |
| -54 kg   | Pranom Sung-Ngoe      | Ilyas Mussin         | Vitali Ramanovski     |
| -57 kg   | Wiwat Khamtha         | Trishyn Kostiantyn   | Eduard Mikhovich      |
| -57 kg   | Wiwat Khamtha         | Trishyn Kostiantyn   | Ishan Galiyev         |
| -60 kg   | Ruthaiphan Sapmane    | Vasylioglo Mykhail   | Kerem Dancer          |
| -60 kg   | Ruthaiphan Sapmane    | Vasylioglo Mykhail   | Valteran Pavel        |
| -63.5 kg | Liubchenko Igor       | Kuzmin Vladimu       | Bakar Gelenidze       |
| -63.5 kg | Liubchenko Igor       | Kuzmin Vladimu       | Raman Douna           |
| -67 kg   | Zaynukov Magomed      | Yuttaphong Sitthicho | Surachai Sosom        |
| -67 kg   | Zaynukov Magomed      | Yuttaphong Sitthicho | Ali Batmaz            |
| -71 kg   | Suppachai Muensan     | Sean Kearny          | Maghus Andersson      |
| -71 kg   | Suppachai Muensan     | Sean Kearny          | Andrei Kulebi         |
| -75 kg   | Vital Hurko           | Ekkaphan Somboonsa   | Ali Doga              |
| -75 kg   | Vital Hurko           | Ekkaphan Somboonsa   | Constantino Nanga     |
| -81 kg   | Dzmitry Valent        | Magakian Suri        | Sukhanov Anatol       |
| -81 kg   | Dzmitry Valent        | Magakian Suri        | Samuel Dbili          |
| -86 kg   | Anatoliy Vanakov      | Petrosiaiu Arme      | Daniel Forsberg       |
| -86 kg   | Anatoliy Vanakov      | Petrosiaiu Arme      | Cukasz Rados          |
| -91 kg   | Pryimachov Ole        | Dzianis Hancharonak  | Fallah Maji           |
| -91 kg   | Pryimachov Ole        | Dzianis Hancharonak  | Iallyev Arsla         |
| +91 kg   | Andrei Herasimchuk    | Rogava Tsotne        | Simon Ogolla          |
| +91 kg   | Andrei Herasimchuk    | Rogava Tsotne        | Kornilov Kirill       |

### Femenino
| Evento   | Oro                 | Plata              | Bronce                |
| -------- | ------------------- | ------------------ | --------------------- |
| -45 kg   | Alena Liashkevich   | Suphisara Konlak   | Camilla Danielsson    |
| -45 kg   | Alena Liashkevich   | Suphisara Konlak   | Vara Negodina         |
| -48 kg   | Tessa Kakkonen      | Maggie Tucker      | Gozem Akarsu          |
| -48 kg   | Tessa Kakkonen      | Maggie Tucker      | Truc Nguyen Thi Thanh |
| -51 kg   | Meriem El Moubarik  | Ly Bui Yen         | Johanna Rydberg       |
| -51 kg   | Meriem El Moubarik  | Ly Bui Yen         | Nina Schumacher       |
| -54 kg   | Sofia Olofsson      | Diachkova Natalia  | Jlhan Baurukkacli     |
| -54 kg   | Sofia Olofsson      | Diachkova Natalia  | Juliet Lacroix        |
| -57 kg   | Patricia Axling     | Julia Berezikava   | Essi Riihimaki        |
| -57 kg   | Patricia Axling     | Julia Berezikava   | Yolanda Schmidt       |
| -60 kg   | Nili Block          | Lryna Chernave     | Amandine Falck        |
| -60 kg   | Nili Block          | Lryna Chernave     | Ekaterina Vinnikuva   |
| -63.5 kg | Antonina Shevchenko | Svetlana Vinnikova | Lydie Matalon         |
| -63.5 kg | Antonina Shevchenko | Svetlana Vinnikova | Kubra Akbulut         |
| -67 kg   | Beata Malecki       | Bediha Tacyildiz   | Riikka Jarvenpää      |
| -67 kg   | Beata Malecki       | Bediha Tacyildiz   | Kelsey Andries        |
| -71 kg   | Anna Strandberg     | Anna Tarasava      | Hilary Herman         |
| -71 kg   | Anna Strandberg     | Anna Tarasava      | Andreja Ivas          |
| -75 kg   | Anita Bcom          | Angela Mamic       | Christine Doyle       |
| -75 kg   | Anita Bcom          | Angela Mamic       | Hela Cuzic            |

## Medallero
El país sede está resaltado en azul lavanda
| Núm. | País        | Oro | Plata | Bronce | Total |
| ---- | ----------- | --- | ----- | ------ | ----- |
| 1    | Tailandia   | 6   | 3     | 0      | 9     |
| 2    | Bielorrusia | 5   | 1     | 4      | 10    |
| 3    | Suecia      | 4   | 1     | 5      | 10    |
| 4    | Ucrania     | 2   | 4     | 2      | 8     |
| 5    | Rusia       | 1   | 8     | 7      | 16    |
| 5    | Finlandia   | 1   | 0     | 4      | 5     |
| 7    | Marruecos   | 1   | 0     | 1      | 2     |
| 7    | Australia   | 1   | 0     | 1      | 2     |
| 9    | Israel      | 1   | 0     | 0      | 1     |
| 9    | Perú        | 1   | 0     | 0      | 1     |
| 11   | Canadá      | 0   | 2     | 3      | 5     |
| 12   | Kazajistán  | 0   | 2     | 1      | 3     |
| 13   | Turquía     | 0   | 1     | 5      | 6     |
| 14   | Vietnam     | 0   | 1     | 1      | 2     |
| 15   | Francia     | 0   | 0     | 4      | 4     |
| 16   | Irán        | 0   | 0     | 3      | 3     |
| 17   | Croacia     | 0   | 0     | 2      | 2     |
| 18   | Alemania    | 0   | 0     | 1      | 1     |
| 18   | Georgia     | 0   | 0     | 1      | 1     |
| 18   | Polonia     | 0   | 0     | 1      | 1     |
|      | TOTAL       | 23  | 23    | 46     | 64    |